# Sand- bzw. Baggergruben nördlich und westlich des Bierkellers
Das Gebiet Sand- bzw. Baggergruben nördlich und westlich des Bierkellers ist ein mit Verordnung vom 24. Dezember 1954 des Landratsamts Tettnang als untere Naturschutzbehörde ausgewiesenes Landschaftsschutzgebiet (LSG-Nummer 4.35.022) im Bereich der baden-württembergischen Gemeinde Langenargen im östlichen Bodenseekreis in Deutschland.

## Lage
Das 17,4 Hektar große Landschaftsschutzgebiet Sand- bzw. Baggergruben nördlich und westlich des Bierkellers gehört naturräumlich zum Bodenseebecken. Es erstreckt sich in drei Teilflächen nördlich der Ortsmitte Langenargens, zwischen dem Ortsteil Bierkeller-Waldeck im Südosten und den zu Eriskirch gehörenden Ortsteilen Moos im Westen und Schlatt im Norden auf einer Höhe von rund 400 bis 409 m ü. NN.

## Schutzzweck
Wesentlicher Schutzzweck ist die Schonung der auch für den Fremdenverkehr wirtschaftlich bedeutsamen Landschaft mit geologischen Aufschlüssen.